# Félix Glatz
Aloys Dominik Felix (Félix) Glatz (Hosingen, 22 november 1894 – Luxemburg-Stad, 5 april 1953) was een Luxemburgs kunstschilder en docent.

## Leven en werk
Félix Glatz was een zoon van klokmaker Albin Glatz en Catharina Peters. Hij werd aan de Normaalschool opgeleid tot onderwijzer en gaf les in Heiderscheidergrund (1913-1916) en Holzthum (1916). Na de Eerste Wereldoorlog trok hij naar Parijs, waar hij studeerde aan de École nationale supérieure des beaux-arts en de Académie Julian (1918-1922). In 1925 kreeg Glatz de leiding over de tekencursus aan de Industrieschool in Limpertsberg, een jaar later werd hij benoemd tot maître de dessin en in 1930 tot professeur de dessin. 
Als kunstenaar was Glatz vooral landschapsschilder. Hij werd lid van de Cercle Artistique de Luxembourg en nam van 1928 tot 1953 deel aan de salons van de kunstenaarsvereniging. In 1938 ontving hij er voor zijn Récolte des pommes de terre de Prix Grand-Duc Adolphe. Naast zijn schilderwerk was hij ook muzikaal begaafd, hij speelde orgel, piano en viool, en schreef twee toneelstukken in de Luxemburgse taal. 
In de Tweede Wereldoorlog werd Glatz gedwongen Luxemburg te verlaten en vestigde zich in Aken. Na de oorlog keerde hij weer terug naar de Industrieschool, die inmiddels was omgedoopt tot Jongenslyceum. De kunstenaar werd benoemd tot ridder in de Orde van de Eikenkroon (1951) en tot Officier d'Academie. 
Félix Glatz overleed op 58-jarige leeftijd, hij werd begraven op de Cimetière Notre-Dame.

## Enkele werken

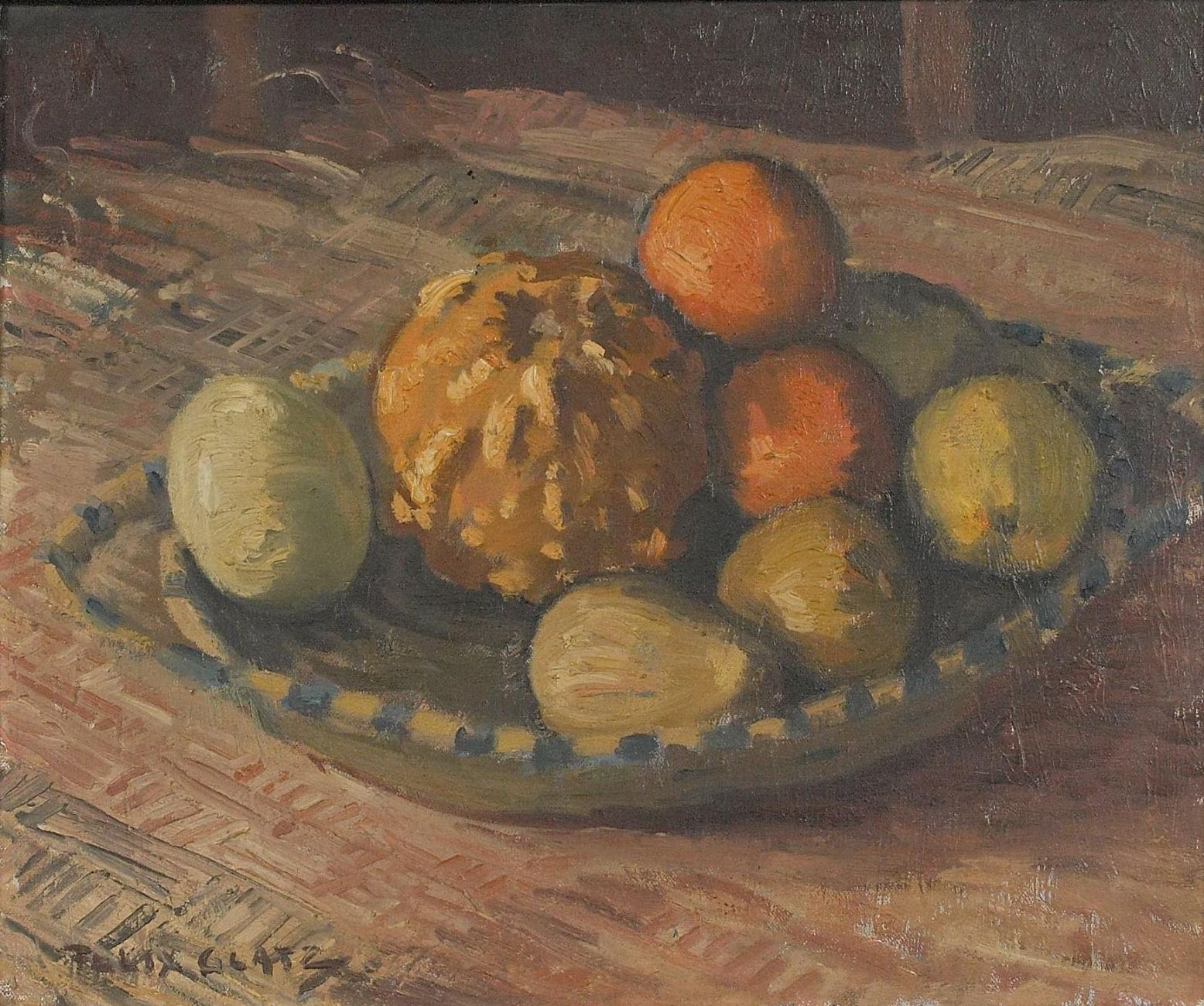
«Nature morte aux fruits et citrouille» (1900-1949)
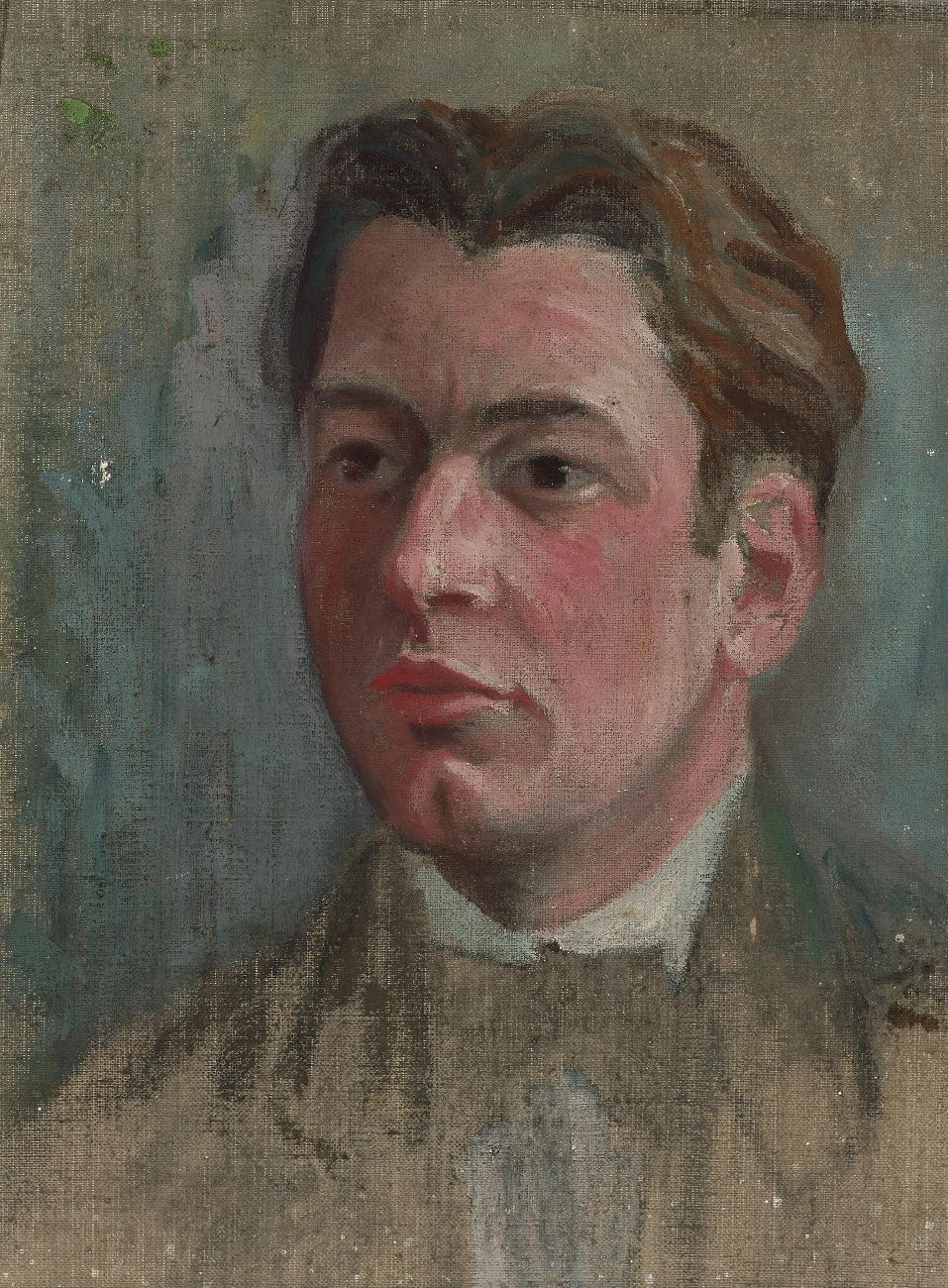
«Portrait d'Ernest Wurth à Paris» (1923)
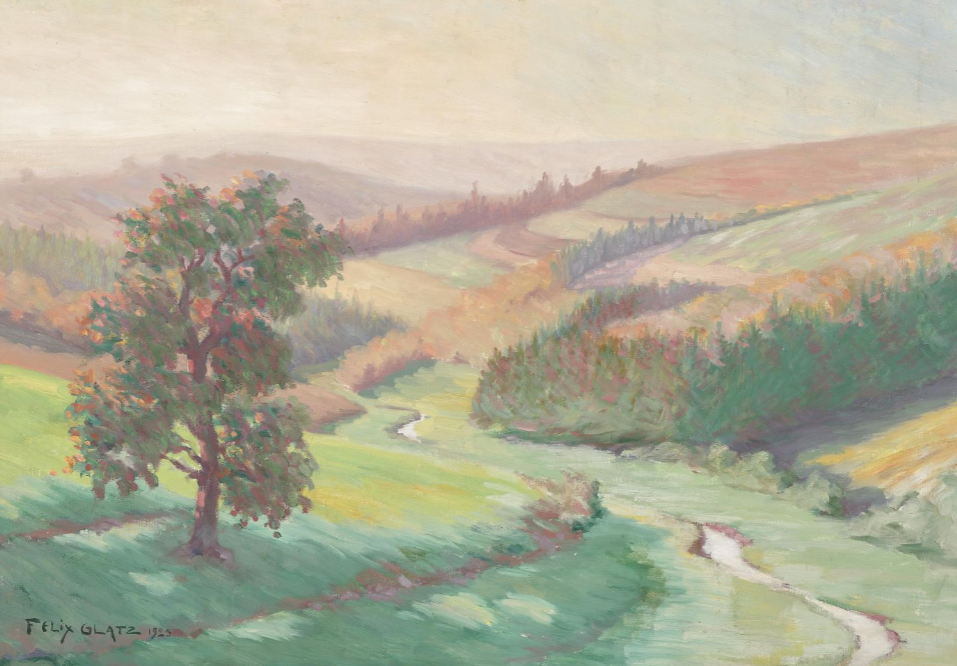
«Paysage dans les Ardennes» (1925)
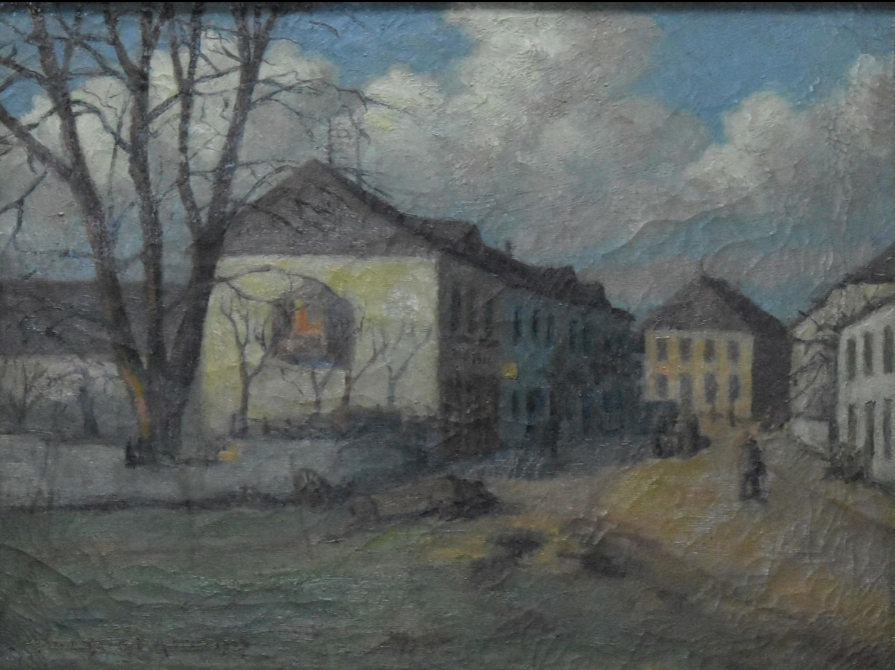
«Hosingen» (1927)
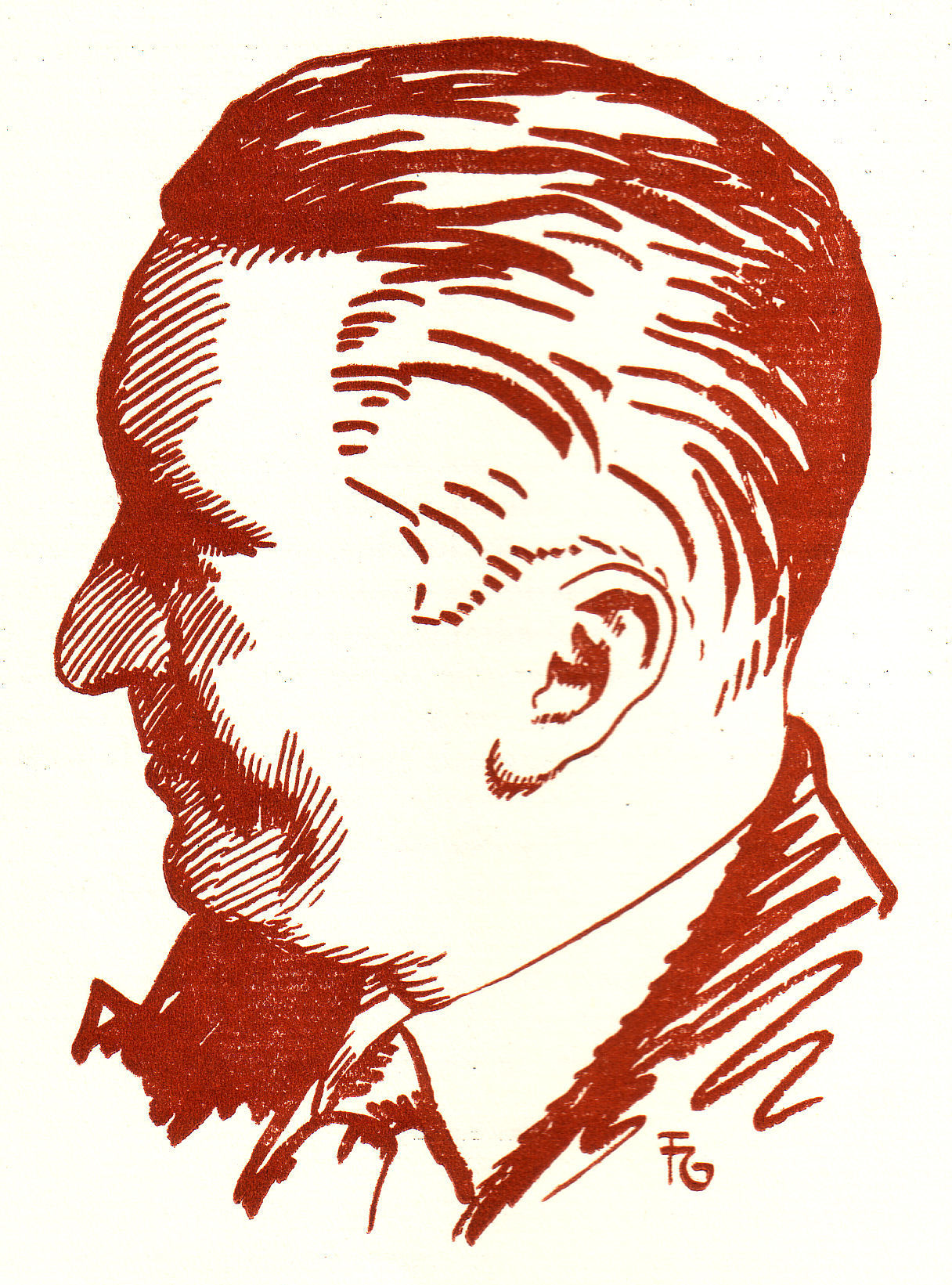
«Portrait de Gust van Werveke»

- Musée national d'archéologie, d'histoire et d'art: lkl002271